# 日本純潔同盟
日本純潔同盟（にほんじゅんけつどうめい、英語: Pure Love Alliance Japan; PLA-Japan）は、世界平和統一家庭連合（旧統一教会）の関連団体。1995年にニューヨークで発足した「Pure Love Alliance」の日本支部。1998年4月に設立された。「ピュアラブ」「ピュアラブ・ラリー＆マーチ」と題した集会活動を通じて、結婚前の純潔と結婚後の貞節を守ることの意義を訴えている。

## 概要・沿革
1995年、ニューヨークで「Pure Love Alliance」が発足。「純潔と家庭」を重視した人格教育プログラムを提唱し、1997年6月から8月にかけて全米26都市ツアーを実施した。
1998年4月18日、日本支部の創設大会が神奈川県で開かれた。初代会長には、原理研究会会長の徳野英治が就任した。
1999年4月24日、25日、東京と大阪の2カ所でシンポジウム「教育と家庭をどう再建するか―米国からの提言」を開催。元米国厚生省事務次官補のパトリック・フェイガンが基調講演を行い、「性行為の目的の混乱は大きな荒廃をもたらす」と訴え、結婚まで純潔を守ることの意義を強調した。24日（東京）のシンポジウムには久保田信之と木村治美が参加し、25日（大阪）のシンポジウムには上寺久雄が参加した。
日本純潔同盟の多田聰夫教育部長は、統一教会の静岡家庭教会で「家庭力アップ」と題した講座を担当している。全国各地で展開している「ピュアラブ・ラリー＆マーチ」では、同性パートナーシップ制度に対する反対運動もあわせて行う。

## 所在地
所在地は東京都新宿区新宿5-13-2成約ビル4F。成約ビルの概要および主な入居団体は下記のとおり（2022年8月の時点）。
- 建物名称：成約ビル
- 所在地：東京都新宿区新宿5-13-2
- 建物規模：地上5階

| 5F | UPF-Japan、平和大使協議会 |
| 4F | 真の家庭運動推進協議会、一般財団法人国際ハイウェイ財団、日本純潔同盟、 世界平和宗教連合、孝情教育文化財団、宗教新聞社、統一思想研究院 |
| 3F | 世界平和統一家庭連合東京同胞教会 |
| 2F | 世界平和教授アカデミー、世界平和青年学生連合、平和統一聯合、 アジアと日本の平和と安全を守る全国フォーラム、日韓トンネル推進全国会議   |
| 1F | （セミナールーム） |